# Isa Mustafa
Isa Mustafa (født 15. maj 1951) er kosovansk politiker, han er Kosovos nuværende premierminister siden 9. december 2014 og leder for Kosovos Demokratiske Liga (LDK). Mustafa var borgmester for Pristina fra december 2007 til december 2013. Han er tidligere økonomi- og finansminister.